# Le Poët-Laval
Le Poët-Laval è un comune francese di 982 abitanti situato nel dipartimento della Drôme della regione dell'Alvernia-Rodano-Alpi.

## Società

### Evoluzione demografica
Abitanti censiti